# Ceratitella bifasciata
Ceratitella bifasciata är en tvåvingeart som beskrevs av Hardy 1967. Ceratitella bifasciata ingår i släktet Ceratitella och familjen borrflugor. Inga underarter finns listade i Catalogue of Life.